# 10540 Hachigoroh
10540 Hachigoroh è un asteroide della fascia principale. Scoperto nel 1991, presenta un'orbita caratterizzata da un semiasse maggiore pari a 3,1048373 UA e da un'eccentricità di 0,1651482, inclinata di 6,73500° rispetto all'eclittica.